# 6차원 초구
기하학에서 6차원 초구(六次元超球, 영어: 6-sphere)는 7차원 유클리드 공간 속의, 원점에서 같은 거리에 있는 점으로 구성된 다양체이다. 6차원 초구는 동차 공간 G₂/SU(3)로 구성될 수 있으며, 이에 따라 개복소다양체를 이룬다.

## 정의
6차원 초구는 7차원 유클리드 공간 속의, 단위 노름의 벡터로 구성된 매끄러운 다양체이다. 이 위에는 표준적인 리만 계량이 존재한다.
6차원 초구는 다음과 같이 대칭 공간을 이룬다.
{\displaystyle \mathbb {S} ^{6}\cong \operatorname {SO} (7)/\operatorname {SO} (6)}
{\displaystyle \mathbb {S} ^{6}\cong G_{2}/\operatorname {SU} (3)}:Theorem 1.9.2
6차원 초구는 또한 순허수 팔원수 가운데 절댓값이 1인 것들의 공간으로 여길 수 있다.
{\displaystyle \mathbb {S} ^{6}\cong \{x\in \mathbb {O} \colon {\bar {x}}=-x,\;|x|=1\}}

## 성질

### 개복소구조
SU(3)의 작용으로 인하여, 6차원 초구는 표준적으로 개복소다양체를 이룬다. 즉, 대칭 공간 {\displaystyle \mathbb {S} ^{6}\cong G_{2}/\operatorname {SU} (3)}에 의하여, 임의의 점 {\displaystyle x\in \mathbb {S} ^{6}}에서 포함 관계 {\displaystyle \operatorname {SU} (3)\hookrightarrow \operatorname {SO} (\mathrm {T} _{x}\mathbb {S} ^{6})\cong \operatorname {SO} (6)}가 존재하며, 이는 각 접공간 위에 복소수 내적 공간의 구조를 정의한다. 그러나 이 경우 네이엔하위스 텐서장이 0이 아니어서 이는 복소다양체가 아니다.
팔원수로서, 점 {\displaystyle x\in \mathbb {O} }에서의 접다발은 순허수 팔원수 가운데 {\displaystyle x}와 수직인 것의 공간이다. 이 경우 개복소구조는 {\displaystyle x}에 의한 곱셈에 해당한다.
6차원 초구가 복소다양체를 이룰 수 있는지 여부는 현재 (2019년) 유명한 미해결 난제이다.

### 호모토피 군
6차원 초구의 15차 이하의 호모토피 군 가운데 자명군이 아닌 것은 다음과 같다.
{\displaystyle \pi _{6}(\mathbb {S} ^{6})\cong \pi _{11}(\mathbb {S} ^{6})\cong \operatorname {Cyc} (\infty )}
{\displaystyle \pi _{7}(\mathbb {S} ^{6})\cong \pi _{8}(\mathbb {S} ^{6})\cong \pi _{12}(\mathbb {S} ^{6})\cong \operatorname {Cyc} (2)}
{\displaystyle \pi _{9}(\mathbb {S} ^{6})\cong \operatorname {Cyc} (24)}
{\displaystyle \pi _{13}(\mathbb {S} ^{7})\cong \operatorname {Cyc} (60)}
{\displaystyle \pi _{14}(\mathbb {S} ^{7})\cong \operatorname {Cyc} (24)\oplus \operatorname {Cyc} (2)}
{\displaystyle \pi _{15}(\mathbb {S} ^{7})\cong \operatorname {Cyc} (2)\oplus \operatorname {Cyc} (2)\oplus \operatorname {Cyc} (2)}
여기서 {\displaystyle \operatorname {Cyc} (k)}는 {\displaystyle k}차 순환군이다.

## 역사
1955년에 후카미 데쓰조(일본어: 深見 哲造)와 이시하라 시게루(일본어: 石原 繁)가 6차원 초구가 G₂/SU(3)이며, 개복소다양체를 이룬다는 것을 증명하였다.